# Маммиллярия Сабо
Маммиллярия Сабо (лат. Mammillaria saboae) — кактус из рода Маммиллярия.

## Описание
Самая миниатюрная маммиллярия с шаровидным стеблем, до 1-2 см в диаметре и высотой 1-4 см. Образует подушковидные колонии. Сосочки до 0,25 см длиной. Ареолы белоопушённые.
Радиальные колючки многочисленные, до 0,2 см длиной, стекловидные с желтоватым основанием.
Цветки крупные, воронковидные, до 4 см длиной и в диаметре, ярко-розовые.

## Распространение
Эндемик мексиканских штатов Чиуауа и Сонора.